# Sex Tape (Lied)

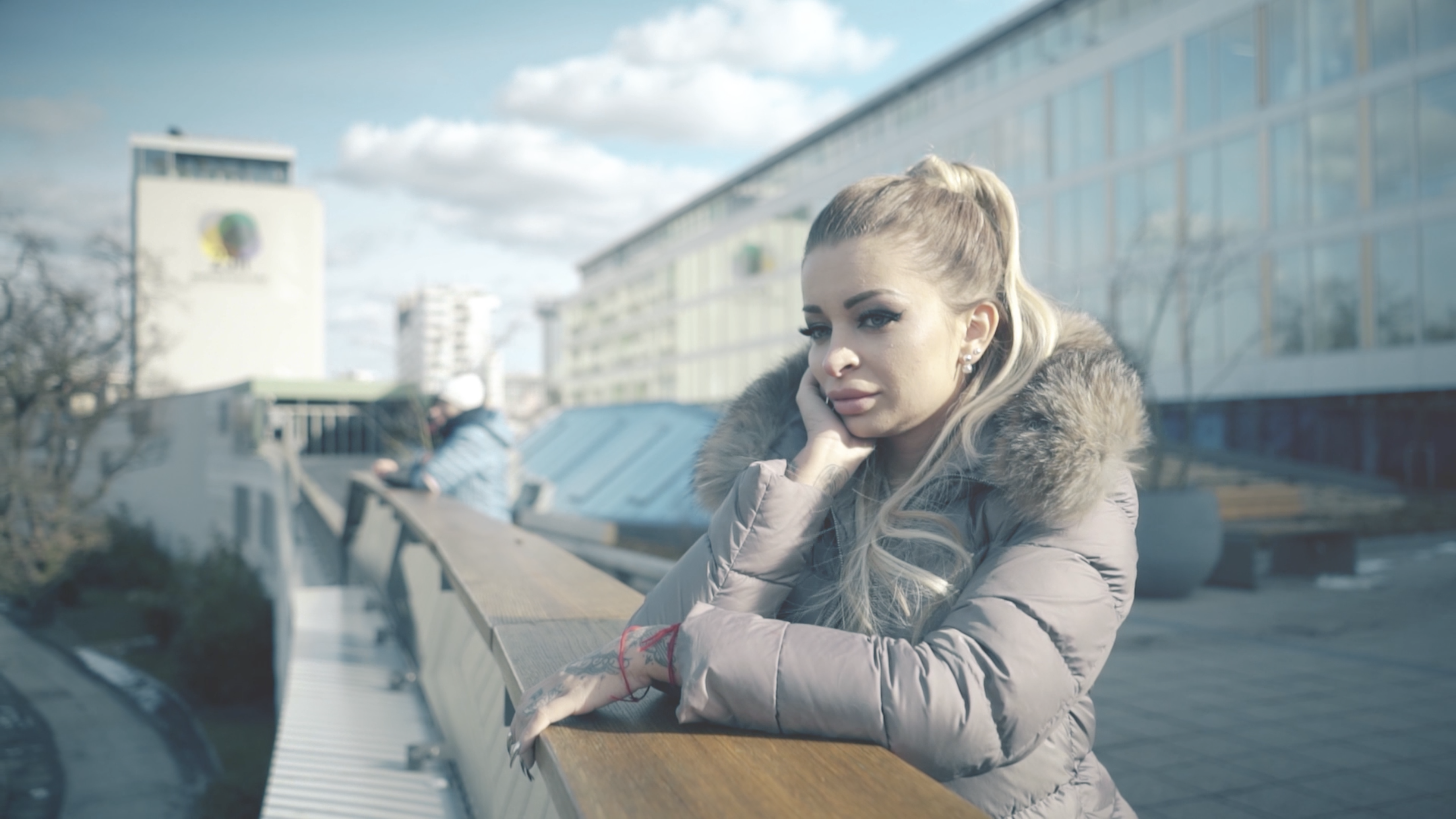
Katja Krasavice (2018)

Sex Tape ist ein Popsong der deutschen Sängerin und Youtuberin Katja Krasavice aus dem Jahre 2018. Das Stück wurde von Stard Ova geschrieben und produziert. 

## Musik und Text
Der Dance-Pop-Song wurde im August 2018 als dritte Single Krasavices veröffentlicht. Das Lied beginnt mit verzerrter Roboter-Stimme und handelt von einer Frau, die die Nähe eines Mannes sucht, mit ihm Geschlechtsverkehr haben möchte und den Akt filmt.  

## Musikvideo
Das One-take-Musikvideo zu Sex Tape wurde auf einer Landstraße gedreht, wobei Krasavice freizügig angezogen agiert. In der letzten Sequenz befindet sie sich auf einer Wiese mit einem Bett. Der Pizzaboy wirkte auch schon im Musikvideo zu Doggy mit. Während des Videodrehs kam es zu einem Polizeieinsatz, da Passanten den Dreh für eine Pornoaufnahme hielten.

## Erfolg
Sex Tape hielt sich sieben Wochen in den deutschen Charts und erreichte Platz 6. In Österreich blieb das Stück vier Wochen in den Charts und erreichte Platz 7. In der Schweiz belegte es Platz 41 und hielt sich dort eine Woche. Das Stück hat auf YouTube 47 Millionen Aufrufe (März 2023). In Deutschland erreichte das Lied die goldene Schallplatte mit 200.000 Verkäufen.

### Auszeichnungen für Musikverkäufe
| Land/Region        | Auszeichnungen für Musikverkäufe (Land/Region, Auszeichnung, Verkäufe) | Verkäufe |
| ------------------ | ---------------------------------------------------------------------- | -------- |
| Deutschland (BVMI) | Gold                                                                   | 200.000  |

## Coverversionen
Die Youtuberin Selphius, die unter anderem Animelieder in deutscher Sprache interpretiert, nahm im Jahr 2019 eine Parodieversion des Stückes unter dem Titel Hentai auf und veröffentlichte das Lied auf digitaler Ebene.